# Blondelia sodalis
Blondelia sodalis là một loài ruồi trong họ Tachinidae.